# 2004 en Palestine
Chronologie de la Palestine
- 2000
- 2001
- 2002
- 2003
- 2004
- 2005
- 2006
- 2007
- 2008

Cette page concerne les évènements survenus en 2004 en Palestine :

## Évènements
- 12 janvier : Plus de 100 000 personnes se rassemblent à Tel-Aviv pour protester contre le projet du Premier ministre Ariel Sharon du retrait de la bande de Gaza et de certaines parties de la Cisjordanie[1].
- 14 janvier : Attentat suicide au poste-frontière d'Erez : Une femme kamikaze arabe palestinienne tue deux soldats israéliens, un policier des frontières et un agent de sécurité d'une entreprise privée de main-d'œuvre et blesse douze autres personnes au passage d'Erez. Le Hamas et les Brigades des martyrs d'Al-Aqsa revendiquent conjointement l'attentat. Le Hamas déclare avoir utilisé pour la première fois une femme kamikaze afin de contrer les précautions israéliennes[2].
- 26 janvier : Abdel Aziz al-Rantissi, haut responsable du Hamas, propose une trêve de dix ans si Israël se retire des territoires occupés depuis 1967 et reconnaît la création d'un État arabe. Israël qualifie l'offre de trêve de « ridicule »[3]. Il est assassiné le 17 avril.
- 29 janvier : Attentat suicide de la rue de Gaza (en) à Jérusalem : un Palestinien fait exploser un bus à Jérusalem, tuant dix passants et en blessant au moins cinquante autres. Les Brigades des martyrs d'Al-Aqsa revendiquent l'attentat. Le Hamas revendique également l'attentat et dénonce Al-Aqsa.
- 30 janvier : Ahmed Yassine, chef du Hamas, annonce que son groupe s'efforce d'enlever des soldats israéliens pour les utiliser comme monnaie d'échange contre des Arabes palestiniens détenus dans les prisons israéliennes, à la suite du récent échange de prisonniers entre Israël et le Hezbollah, au cours duquel les dépouilles de trois soldats israéliens et d'un homme d'affaires ont été échangées contre plus de 400 prisonniers le 29 janvier 2004. Il est assassiné le 22 mars.
- 2 février : Le Premier ministre israélien, Ariel Sharon, annonce au journal Haaretz qu'il prévoit de démanteler 17 colonies israéliennes dans la bande de Gaza et qu'il entrevoit le moment où il n'y aura plus du tout de Juifs dans la bande de Gaza.
- 22 février : Attentat suicide du bus Bell Park (en) à Jérusalem.
- 6 mars : Attaque du poste-frontière d'Erez.
- 14 mars : Massacre du port d'Ashdod : Deux kamikazes arabes palestiniens tuent dix civils israéliens en se faisant exploser dans le port d'Ashdod, dans le sud du pays. Le Hamas et les Brigades des martyrs d'Al-Aqsa revendiquent conjointement la responsabilité des attentats.
- 17 avril : Deuxième attentat au passage d'Erez : Un policier israélien chargé de la surveillance des frontières est tué et trois autres Israéliens sont blessés lors d'un attentat-suicide au point de passage d'Erez, dans le nord de la bande de Gaza[4].
- 26 avril : Attentat suicide à Deir el-Balah (Bande de Gaza).
- 30 avril : Après avoir échoué à faire exploser sa cible initiale, un bus rempli de colons juifs, un kamikaze palestinien fait sauter un engin explosif à côté d'une patrouille de l'armée israélienne, blessant les quatre soldats. Le Hamas revendique l'attentat.
- 2 mai : 
  - Les membres du Likoud votent au sujet de la proposition de retrait de la bande de Gaza d'Ariel Sharon. Le rejet de la proposition est considéré comme un coup dur pour le gouvernement Sharon. Sharon déclare par la suite qu'il ne démissionnera pas et qu'il pourrait modifier le plan[5].
  - Des hommes armés arabes palestiniens tuent une mère israélienne enceinte et ses quatre jeunes filles près du point de passage de Kissufim, dans la bande de Gaza. Les tueurs sont abattus par les forces de sécurité. On pense que cet incident a influencé les intentions de vote des membres du Likoud lors du scrutin qui s'est tenu le même jour et qui portait sur l'approbation ou non d'un retrait unilatéral de la bande de Gaza[6].
- 18-24 mai : Opération militaire dans le camp de réfugiés de Rafah.
- 19 mai : Résolution 1544 du Conseil de sécurité des Nations unies, en raison de l'Opération militaire israélienne à Rafah de 2004, demande à Israël le respect des « obligations que lui impose le droit humanitaire international » et « l’obligation qui lui est faite de ne pas se livrer aux destructions d’habitations ».
- 22 mai : Attentat à la bombe Beka'ot (en) (colonie juive en Cisjordanie).
- 30 juin : La Cour suprême israélienne rend un arrêt historique selon lequel un tronçon de 30 kilomètres de la barrière de séparation prévue à Jérusalem-Est viole les droits légaux de la population arabe palestinienne locale dans une mesure qui n'est pas justifiée par des préoccupations de sécurité, et doit donc être modifié[7].
- 11 juillet : Attentat à la bombe à l'arrêt de bus de Tel Aviv : Un engin explosif, rempli de roulements à billes et de boulons, explose dans les buissons derrière un arrêt de bus à Tel Aviv, tuant une personne et en blessant trente-deux autres.
- 21 juillet : L'Assemblée générale des Nations unies adopte une résolution exigeant qu'Israël se conforme à l'arrêt de la Cour internationale de justice[8] selon lequel la barrière de Cisjordanie (« mur de dépalestinisation ») doit être démantelée[9]. Israël condamne la résolution et annonce qu'il n'arrêtera pas la construction de la barrière.
- 25 juillet : Plus de 100 000 opposants au plan de désengagement unilatéral d'Israël participent à une chaîne humaine allant du regroupement de colonies Gush Katif (Bande de Gaza) au Mur des Lamentations, à Jérusalem-Est (90 kilomètres).
- 11 août : Attaque au point de contrôle de Kalandia (Cisjordanie occupée) : Deux personnes sont tuées et 16 sont blessées lorsqu'un engin explosif est déclenché par des militants palestiniens à l'intérieur d'un taxi arabe qui tente de franchir le poste de contrôle militaire de Kalandia, au nord de Jérusalem. La faction des Brigades des Martyrs d'Al-Aqsa du Fatah revendique l'attentat et regrette que des Arabes figurent parmi les morts et les blessés.
- 31 août : Attentat de Beer-Sheva : Un kamikaze arabe palestinien fait exploser deux autobus près du bâtiment de la municipalité de Beersheba. Le kamikaze profite du fait que les deux bus se trouvent à proximité l'un de l'autre. Il fait exploser une bombe dans l'un des bus, puis une seconde bombe dans le second. Au moins quinze Israéliens sont tués et environ quatre-vingt-cinq blessés. La branche militaire du Hamas revendique l'attentat.
- 1er septembre : Deux kamikazes arabes palestiniens se font exploser presque simultanément dans deux autobus au centre de Beer-Sheva, tuant 16 Israéliens et en blessant des dizaines d'autres.
- 8 septembre : Attaque au poste de contrôle de Baka al-Sharkiyeh : Une voiture piégée explose près d'un poste de contrôle de la police des frontières israélienne à Baqa ash-Sharqiyya, ne tuant qu'un seul des soldats. Les Brigades des Martyrs d'Al-Aqsa du Fatah revendiquent l'attentat[10].
- 12 septembre : 40 000 manifestants protestent à Jérusalem contre le projet du Premier ministre Ariel Sharon de forcer tous les Juifs israéliens à quitter la bande de Gaza et certaines parties de la Cisjordanie[11].
- 14 septembre : Attentat-suicide au point d'entrée de Kalandia.
- 22 septembre : Attentat-suicide à la bombe au carrefour de French Hill : Une femme palestinienne kamikaze fait exploser sa bombe au carrefour de French Hill à Jérusalem. L'attentat fait deux morts et quinze blessés. L'explosion vise le grand nombre de civils qui se trouvent dans la gare au moment de l'attentat. L'aile militaire d'al-Fatah revendique l'attentat[12].
- 30 septembre-16 octobre : Opération Jours de pénitence, par Tsahal dans le nord de la bande de Gaza.
- 5 octobre : Seconde intifada : Les États-Unis opposent leur veto à une résolution des Nations unies exhortant Israël à mettre fin à son offensive dans la bande de Gaza. Plus de 70 Palestiniens, dont des civils, meurent dans l'offensive[13].
- 6 octobre : 
  - Seconde Intifada : Trois Arabes palestiniens, dont un garçon de 15 ans, sont tués après qu'Israël a bombardé la ville de Beit Lahia (Bande de Gaza)[14].
  - Trois militants du Hamas sont tués après s'être infiltrés dans la colonie israélienne de Kfar Darom. L'un des militants explose lorsqu'il est touché par des tirs israéliens, tuant un travailleur thaïlandais en plus de lui-même. Les deux autres militants sont tués par les forces de l'IDF[15].
- 14 octobre : Environ 100 000 Israéliens dans une centaine de villes participent à une série de manifestations dans tout Israël pour s'opposer à la proposition de leur gouvernement de retirer les colons israéliens de la bande de Gaza et de certaines parties de la Cisjordanie.
- 16 octobre : Seconde Intifada : Les forces israéliennes se retirent du nord de la bande de Gaza, mettant fin à l'opération Jours de pénitence.
- 26 octobre : La Knesset approuve le plan du Premier ministre israélien Ariel Sharon visant à retirer 21 colonies de la bande de Gaza et quatre de la Cisjordanie d'ici à l'année 2005. Le ministre israélien des Finances, Benjamin Netanyahou, et trois autres ministres du gouvernement Likoud d'Ariel Sharon menacent de démissionner si un référendum sur le plan n'est pas organisé[16],[17].
- 1er novembre : Attentat à la bombe sur le marché du Carmel : Un attentat suicide perpétré par un jeune Arabe palestinien de 16 ans sur un marché en plein air de Tel Aviv tue trois Israéliens et blesse plus de 30 personnes. Le Front populaire marxiste de libération de la Palestine revendique l'attentat[18].
- 11 novembre : Trois militants arabes palestiniens, membres des Brigades des Martyrs d'Al-Aqsa, sont tués par les FDI après s'être infiltrés dans la colonie israélienne de Netzarim.
- 21 novembre : Trois militants arabes palestiniens sont tués par les FDI alors qu'ils tentent de perpétrer une attaque sur la route de Kissoufim dans le Gush Katif[19].
- décembre : Élections municipales palestiniennes
- 7 décembre : Attaque au poste-frontière de Karni.
- 12 décembre : Au moins cinq soldats israéliens sont tués et dix sont blessés lors de l'explosion d'un tunnel contenant 1 500 kg d'explosifs près du point de passage de Rafah, entre la bande de Gaza et l'Égypte. Le Hamas et une branche des Brigades des Martyrs d'Al-Aqsa appelée Fatah Hawks revendiquent conjointement la responsabilité de l'attentat[20].
- 14 décembre : Un travailleur thaïlandais est tué et deux autres sont blessés dans le Gush Katif par des obus de mortier tirés par des Palestiniens[21].

## Sortie de film
- Soif

## Sports
- Participation de la Palestine aux Jeux olympiques d'été de 2004 à Athènes
- Palestine aux Jeux paralympiques d'été de 2004 (en)

## Créations
- All For Peace, radio à Ramallah.
- Fatah Hawks
- Coalition nationale pour la Justice et la Démocratie (en), coalition politique.

## Décès
- 22 mars : Assassinat d'Ahmed Yassine (en), fondateur du Hamas.
- 17 avril : Assassinat d'Abdel Aziz al-Rantisi (en), chef du Hamas dans la bande de Gaza.
- 11 novembre : Mort de Yasser Arafat